# 트라키아인

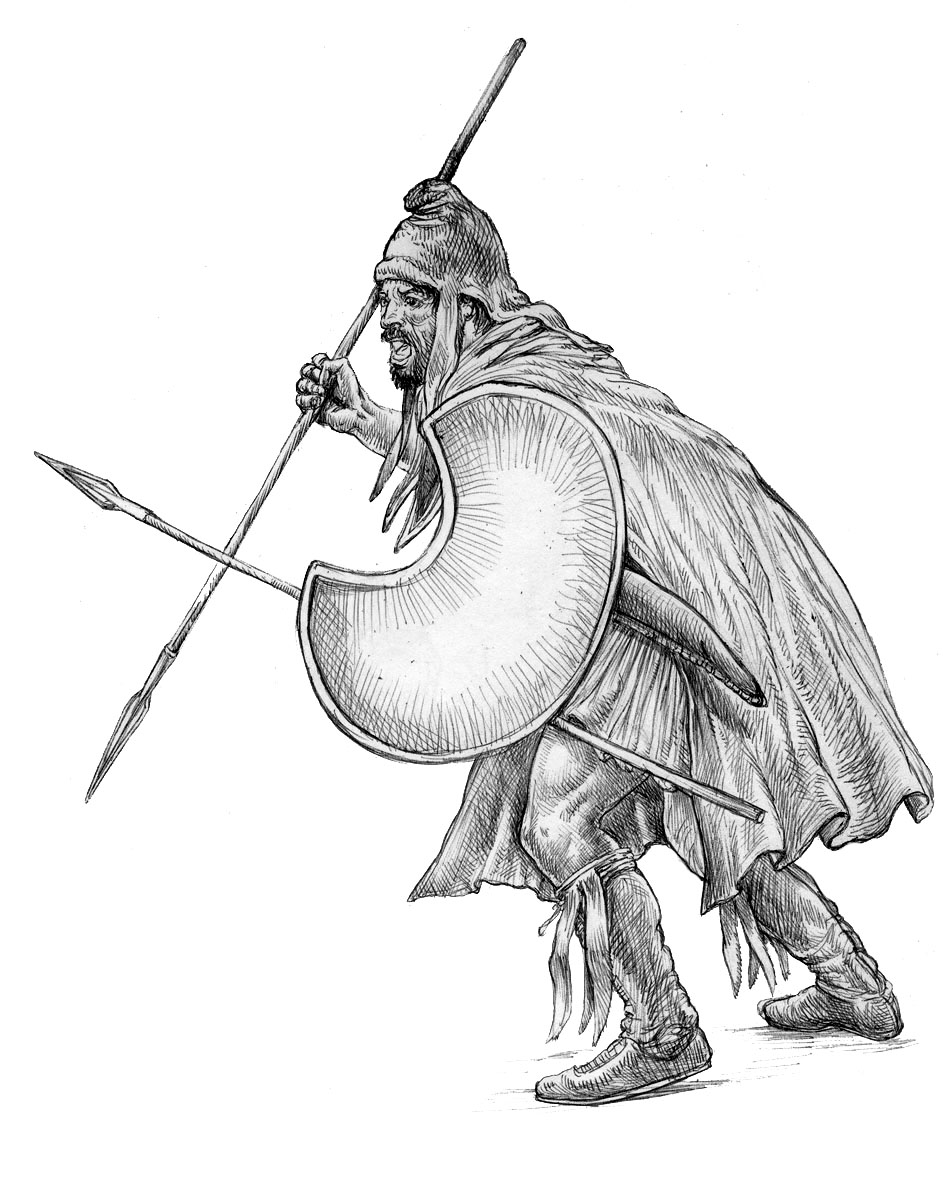
기원전 4-5세기의 트라키아인 펠타스트.

트라키아인(고대 그리스어: Θρᾷκες, Thrāikes, 라틴어: Thraci)은 유럽 중앙과 남동부에 넓은 지역에 걸쳐 살고 있는 인도유럽인들의 분파 중 하나이다. 그들은 북쪽으로는 스키타이족, 서쪽으로는 켈트인들과 일리리아인들, 남쪽으로는 고대 그리스인들, 동쪽으로는 흑해를 마주했다. 그들은 트라키아어 (희미하게 증명된 인도유럽어족)으로 소통했다. 트라키아인들에 대한 연구와 문화를 트리키아학이라고 한다.

## 어원
트라키아인들에 대한 첫 역사적 기록은 일리아드에서 발견되는데, 거기서 그들은 트로이 전쟁에서 그리스에 맞섰던 트로이의 동맹으로 묘사된다. 트라키아인이라는 인종명은 고대 그리스어 Θρᾷξ-트락스 (복수형 Θρᾷκες; Thrāix, Thrāikes) 또는 Θρᾴκιος/이오니아 방언-트라키오스 (Θρηίκιος (Thrāikios/Thrēikios)에서 왔고, 트라키아라는 지명은 Θρᾴκη/이오니아 방언-트라케: Θρῄκη (Thrāikē/Thrēikē)에서 왔다. 이 타칭 지명 형태들 모두는 그리스인들이 붙였다.

## 신화속 기초
고대 그리스 신화에서 트락스는 전쟁의 신 아레스의 아들 중 한명으로서 여겨졌다. 에우리피데스의 알케스티스에서 아레스 본인의 이름중 하나로서 언급된 트락스는 이후로 트라키아의 수호신(황금 또는 금박을 입힌 방패가 트라키아 비스토니아(Bistonia)에 있는 아레스의 신전에서 보관되었다)으로 여겨졌다.

## 기원과 형성
트라키아인들의 기원은 쓰여진 역사적 기록들의 부재로 인해 잘 알려지지 않았다. 선사시대에서 최초의 트라키아인들의 흔적은 물질 문화의 공예품에 의존하고 있다. 러시아의 고고학자 레오 클레인은 우크라이나의 스루브나 문명에 밀려나간 트라키아인들의 다중 줄무늬 토기 문명의 연관성을 밝혀냈다. 초기 트라키아인들은 토착인들과 청동기 시대 당시에 팽창을 한 원시 인도유럽인들의 결합을 통해서 발전했음을 보통 제시하고, 기원전 1500년경에 토착민들과 혼합된다. 우리는 철기 시대(기원전 1000년경)에 다키아인들과 트라키아인들이 초기 트라키아인들에서 발전했음을 증명했다.

## 정체성과 분포
트라키아인들은 기원전 5세기에 오드뤼사이 왕국이 세워지기까지 지속적인 정치 집단을 유지시키지 못했기에 여러 부족들로 나뉘어있었다. 일리리아인들처럼 산악지역은 다양하고 호전적이며 흉폭한 트라키아 부족들의 본거지로 여겨졌으며, 반면 평야지역 사람들은 보다 평화로운 사람들로 여겨졌다.
트라키아인들은 트라키아, 모이시아, 마케도니아, 다키아, 소스키타이, 사르마티아, 비티니아, 미시아, 판노니아 그리고 다른 발칸반도 지역들과 아나톨리아 같은 옛 지역에 거주했다. 거주 구역은 발칸반도의 대부분과 다뉴브강 북쪽에 있는 게타이를 넘어, 부크강과 동쪽에 판노니아까지 이르렀다.

## 역사

### 고대 시대
이 인도유럽인들은 음악, 도예, 산업, 공예에 특히 발전해왔다. 그들은 고대 그리스 시대에 어떠한 통일된 국가의 형태를 이루지를 못했다. 갈리아인과 켈트인들의 부족들과 유사하게, 대부분의 트라키아인들은 대부분 언덕위에 위치한 작은 요새화된 마을에 살았던 것으로 판명되었다.
로마 시대때까지 도심지라는 개념으로 발전시키지 못하였을지라도, 지역의 시장 중심지 역할을 한 다양하며 거대한 방어시설들이 많았다. 비잔티움, 아폴로니아 그리고 그 이외 도시들 같은 그리스 식민지들이 있었지라도, 트라키아인들은 도시의 삶을 피했다.
트라키아 지역에서 첫 그리스 식민지는 기원전 8세기에 세워졌다.
다뉴브강 이남의 트라키아 지역은 기원전 513년에서 기원전 512년 사이에 이 지역으로 원정을 온 다리우스 대왕 시기에 페르시아 제국에 반세기에 가까운 기간을 지배받았다. 페르시아인들은 트라키아를 스쿠드라라고 불렀다.

### 고전 시대

시탈케스 시기(기원전 431-424)의 오드뤼사이 왕국의 최대 영토.

기원전 5세기부터, 트라키아인들의 존재감은 충분히 만연했고, 헤로도토스는 그들을 그가 알고 있는 세상에서 두 번째로 많은 이들이라고 불렀고(첫 번째는 인도인들), 만약 그들이 연합을 했다면 가장 강력한 잠재력이 있다고 하였다. 고전 시대에 트라키아인들은 비록 트라키아의 오드뤼사이 왕국과 부레비스타의 다키아 왕국 같은 몇개의 강력한 트라키아 국가들이 존재했었다 하더라도, 수 많은 조직과 부족들로 나뉘어 있었다. 이 당시의 병사들을 아마 트라키아에서 유래했을거라고 보는 펠타스트라고 불렀다.
이 시대 동안에 트라키아에는 크티스타이라고 불리던 금욕주의의 하위문화가 존재했었다.
이 시대에 트라키아인들과 고대 그리스인들간의 접촉이 많아졌다.

마케도니아 왕국의 확장 이전에, 트라키아는 페르시아인들이 물러난 후, 세 개의 세력들(동부, 중앙, 서부)로 나뉘어있었다. 동부 트라키아인의 뛰어난 지도자는 트라키아의 많은 부족들에게 그의 통치 범위를 확장을 시도하던 케르소블렙테스였다. 그도 결국엔 마케도니아인들에게 패배를 한다. 트라키아 문명은 도시화는 되지 못했고, 큰 트라키아의 도시들은 사실 규모가 큰 마을이였다. 트라키아인들은 전형적으로 도시를 세우는 자들은 아니였므며 그들의 유일한 폴리스는 세우토폴리스뿐이였다.

### 헬레닉 시대
트라키아 남부 지역은 기원전 4세기에 필리포스 2세에게 한 세기하고도 반 세기 동안 마케도니아에게 지배를 받았다. 디아도코이인 리시마코스와 다른 헬레닉 통치자들은 로마인들에게 멸망할때까지 트라키아의 일부의 일부를 지배했다.
기원전 279년에 켈트 갈리아인들은 마케도니아, 그리스 남부와 트라키아로 진격했다. 그들은 마케도니아와 그리스 남부에서는 쫓겨났지만, 기원전 3세기가 지날때까지 트라키아에 남았다. 트라키아로부터, 세 개의 켈트 부족들이 아나톨리아쪽으로 진군했고 갈라티아라고 불리는 새로운 왕국을 세웠다.
모이시아(세르비아 북동부) 지역의 켈트 부족인 스코르디스코이와 트라키아인들은 각자 옆에 살았고, 기원전 3세기부터 기원전 1세기에 걸친 유물들과 고고학 발굴지를 통해 분명해졌다.
마케도니아 전쟁 기간에, 로마와 트라키아 사이에 갈등은 필연적이였다. 마케도니아 지도부들의 붕괴로 트라키아의 통치력이 불안정해졌고, 트라키아 부족들은 다시 한번 합의를 하기 시작했다. 기원전 168년 피드나 전투 후에, 로마가 마케도니아를 지배하는 건 불가피해보였고, 트라키아의 통치권은 로마에게 넘어가게 된다.
트라키아인들도 마케도니아인들도 아직 로마인들의 지배 문제가 완전히 해결된건 아니였고, 이 시기에 몇몇 반란이 발생하기도 하였다. 이에 대한 예가 바로, 기원전 149년에 안드리스코스의 반란이며, 트라키아 지역에서 대부분의 지지를 이끌어냈다. 마케도니아 지역으로 일부 부족들의 침입이 계속됐으며, 그 부족들은 로마와 자진해서 동맹을 맺은 데네테타에족이나 베소이 부족들이였다.
제3차 마케도니아 전쟁가 지나서야, 트라키아는 로마의 통치를 인정했다. 트라키아의 동맹국들은 일부 다른 부족들로 구성되어 있었다.

### 로마 통치시기
150년간 영구적인 로마 동맹국으로의 트라키아의 발전은 서서히 이루어졌다. 사파이오이 부족은 레스쿠포리스 1세의 통치하에 처음으로 세상의 주목을 받았다. 그는 폼페이우스와 카이사르에게 지원 해주면서 알려지게 되었고, 나중에는 공화국의 최후의 날까지 안토니우스와 옥타비아누스에게 대항하는 공화국군에 지원을 했었다.
레스쿠포리스의 후계자들은 심각한 정치적 스캔들에 휩싸였고 그들의 로마의 주인을 살해했다. 계속된 왕실의 암살은 초기 제정 시대에 통치 구역을 바뀌게 했다. 여러 가문들이 트라키아를 통치했고, 로마 황제를 후원했다. 혼란은 마침내 마지막 한번의 암살을 통해 멈추게 되었다.
사페스의 트라키아 왕국의 로메탈케스 3세가 46년에 그의 아내에게 살해당하고, 트라키아는 대행정무관이 관리하는 공식적인 로마의 속주로 흡수되었고, 나중에는 근위대장에게 관리됐다. 로마의 중앙 통치력은 페린투스를 기반으로 했지만, 속주가 포함된 지역은 총독에게 부여된 부하의 군대하에 있는 독특한 경우이다. 큰 규모의 도심지의 부족은 트라키아를 관리하기 힘들게 했지만, 마침내 로마의 지배하에 번영을 한다. 하지만 로마화는 미수에 그치고 말았다. 그 이유로는 그 당시의 대다수의 트라키아인들이 헬레니즘화가 되어버린 이유를 꼽고있다.
트라키아의 로마 통치력은 주로 모이시아에 배치된 군단들에 기댔다. 시골 지역의 트라키아인들은 로마의 지배력으로부터 거리가 있었는데, 그건 분명히 모이시아의 군단에게 지역의 병사들을 지원해준 영향일 것이다. 다음 몇 세기가 지나서, 속주는 게르만 부족에게 정기적이며 점차 강도가 강해진 공격을 받았다. 유스티니아누스 1세 통치 시기에 방어를 위해서 100개가 넘는 군단 요새가 건설됐다.
모이시아에 트라키아인들은 로마화가 된 반면, 나머지 트라키아인들은 대부분 헬레니즘화가 된 상태로 남았다.

## 종교
트라키아에서 모이시아, 소스키타이까지 있던것으로 증명된 유명한 신앙은 "트라키아의 영웅"이라도고도 알려진 트라키아 기병이며, 오데소스(바르나)에서 트라키아어로 카라바즈모스(Karabazmos)라는 신으로 증명됐다. 카라바즈모스는 지하 세계의 신이며, 보통 장례 조각상에 괴물을 창으로 죽이고 있는 모습으로 묘사된다.
일부에서는 그리스 신 디오니소스가 트라키아의 신 사바지오스에서 탄생했다고도 생각한다.

## 절멸
트라키아인들의 옛 언어는 이미 사장됐고 그들의 문화 영향력은 헬레니즘화, 로마화 그리고 후기에 가서는 슬라브화와 동반되어, 켈트족, 훈족, 고트족, 사르마티아 같은 야만인들의 지속된 발칸반도 침입으로 급격히 감소했다. 그들이 알렉산드로스 대왕과 연속된 로마 제국의 예속된 후, 대부분의 트라키아인들은 결국엔 헬레니즘화(트라키아 속주) 또는 로마화(모이시아, 다키아)가 되었다. 6세기에 일부 트라코로만인들과 다뉴브강 이남의 헬레니즘화된 트라키아인(다시말해, 비잔틴인)들은 침입해오는 슬라브인들과 접촉됐고 시간이 흘러 결국에는 슬라브화가 되었다. 오늘날의 불가리아인들의 주요 세 가지 조상들 중 하나가 트라키아인들이다.

## 같이 보기
- 파이오니아 왕국
- 다키아인
- 트라키아
- 다키아
- 오드뤼사이 왕국
- 트라키아어
- 고대 발칸반도 신화
- 킴메르인
- 트라익스